# Daniel Scioli
Daniel Osvaldo Scioli (Buenos Aires (Buenos Aires), 13 januari 1957) is een Argentijns politicus van de Justicialist Partij. Hij is de Gouverneur van Buenos Aires sinds 2007. Hij is een president-kandidaat voor de Argentijnse presidentsverkiezingen van 2015
- Library of Congress Control Number: n2015063630
- Virtual International Authority File: 261144783034678562915
- WorldCat: E39PBJvXkDwTmcbPPY7xrbg7pP